# Кальмус, Мария Ефимовна
Мария Ефимовна Кальмус (30 апреля 1927 — 2 мая 2013) — передовик советского сельского хозяйства, звеньевая колхоза имени Фрунзе Днепропетровского района Днепропетровской области, Герой Социалистического Труда (1949).

## Биография
Родилась в 1927 году в посёлке Березановка, ныне входит в территорию города Днепр, в многодетной украинской семье. окончила семь классов школы. 
С 1940 года работала в колхозе имени Сталина. В период Великой Отечественной войны проживала на оккупированной территории. После освобождения села от фашистов, работала звеньевой в колхозе имени Фрунзе. В 1948 году получила высокий урожай 25,1 центнера подсолнечника с гектара на площади 10 гектаров. 
Указом Президиума Верховного Совета СССР от 4 марта 1949 года за получение высоких показателей в сельском хозяйстве и рекордные урожаи подсолнечника Марии Ефимовне Кальмус было присвоено звание Героя Социалистического Труда с вручением ордена Ленина и медали «Серп и Молот». 
Продолжала трудиться в колхозе звеньевой до выхода на заслуженный отдых.  
Проживала в городе Днепропетровске. Умерла 2 мая 2013 года.

## Награды
За трудовые успехи была удостоена:
- золотая звезда «Серп и Молот» (04.03.1949)
- Два ордена Ленина (04.03.1949, 09.06.1950)
- Юбилейная медаль «20 лет независимости Украины» (19 августа 2011 года) — за значительный личный вклад в социально-экономическое, научно-техническое и культурно-образовательное развитие Украинского государства, весомые трудовые достижения и многолетний добросовестный труд[1]
- другие медали.